# ASC Entente Sebkha FC
O ASC Entente Sebkha FC é um clube de futebol com sede em Sebkha, Mauritânia. 

## História
A equipe compete no Campeonato Mauritano de Futebol.